# Palacio de Vista Alegre
El palacio de Vista Alegre está ubicado dentro de la Finca de Vista Alegre en el distrito de Carabanchel (Madrid). Se le conoce también como Palacio Nuevo de la Finca de Vista Alegre, Palacio del Marqués de Salamanca o Palacio del Duque de Riánsares.

## Historia
El origen del palacio está en la finca con casa de campo del que fuera médico del rey Carlos IV, Higinio Antonio Llorente, quien la configuró a partir de 1802. Tras la invasión francesa la finca fue vendida al comerciante Francisco Ignacio de Bringas, el creador, años después, del famoso jardín de Apolo. En 1823 la finca fue nuevamente vendida al matrimonio formado Pablo Cabrero y Josefa Martínez Arto, propietaria de la Real Fábrica Platería de Artó. A ellos se debe la transformación del conjunto en una quinta de recreo pública y también su bautismo con el nombre de Vista Alegre. Su inauguración se produjo en 1824 y contaba con un casino, casa de baños y una gran huerta y jardín, con diferentes juegos y caprichos, pero pronto el negocio pasó a ser ruinoso, lo que llevó a sus dueños venderla en 1832 a la reina María Cristina de Borbón, cuarta esposa de Fernando VII, quien inmediatamente comenzaría su engrandecimiento, comprando las fincas adyacentes hasta alcanzar 44 en 1836 y 50 hectáreas cercadas. De entre ellas se encontraban dos quintas de recreo y dos fábricas de jabón.
El casino se transformó en palacio representativo, complementado con otras construcciones, la mayoría diseminadas por la Real Posesión, como la contigua Estufa Grande, la antaño magnífica casa de Bella Vista destinada a exposición de aves disecadas y biblioteca, así como las casas de Dependientes, Administración, Oficios, Caballerizas, de Vacas, de Gusanos de Seda, la Capilla, la Naranjera con su pajarera en el centro, la de Juegos, la Codornicera, la Faisanera, el Castillo Viejo escondido en el bosque, la ría navegable con su isla y la casa de campo del que fuera Marqués de Negrón llamada de Navarro para oratorio y mirador.
Posteriormente empezaría la construcción de un nuevo palacio, el conocido como Palacio de Vista Alegre, con mayores pretensiones que el viejo y llamado a ser el principal, mientras se reformaba y extendía el jardín siguiendo las modas paisajistas y el cual se convertiría en uno de los jardines de este tipo más importantes de España.

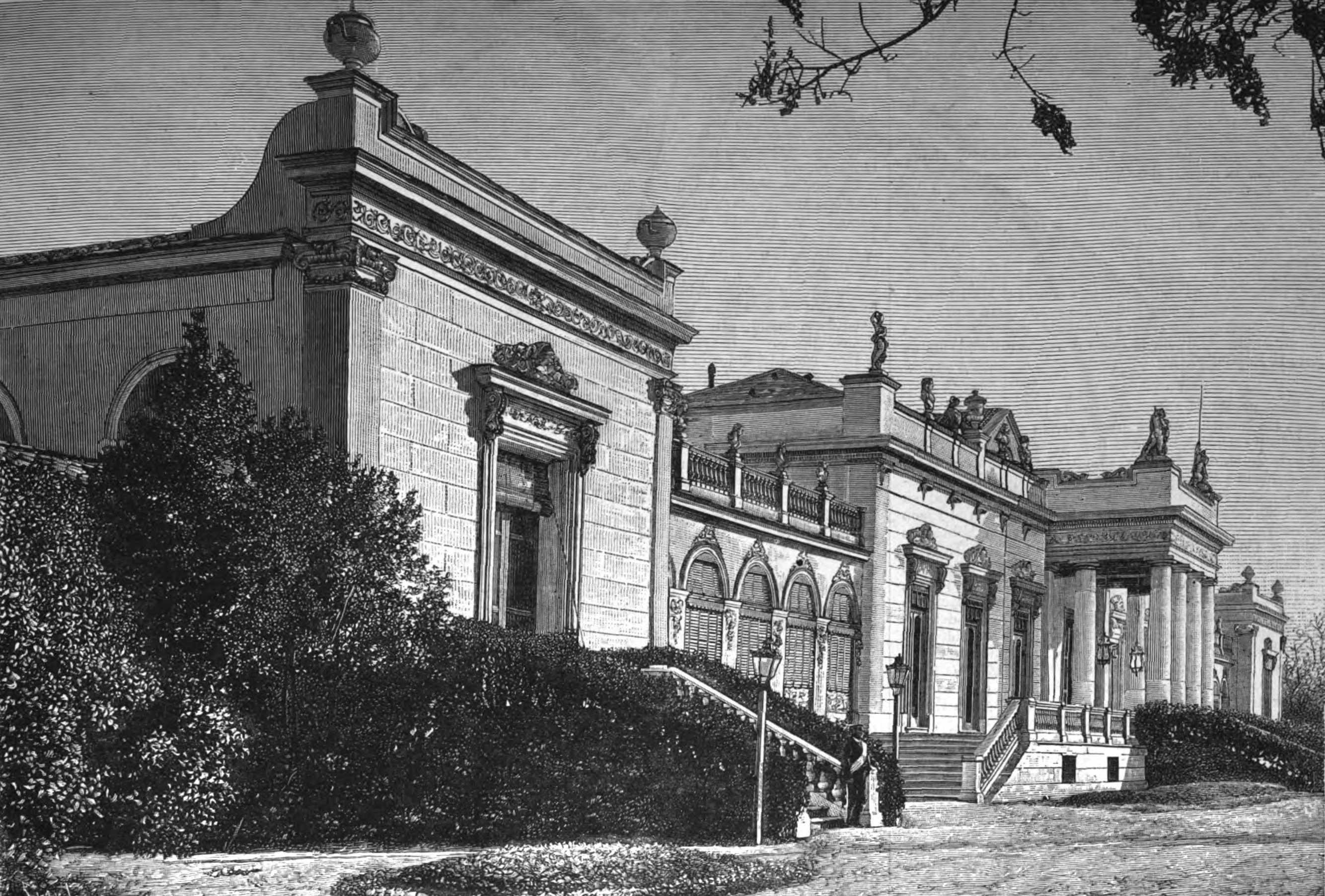
Vista de la fachada principal en la segunda mitad del

En 1846 la reina madre María Cristina de Borbón dona a sus hijas Isabel II y a la infanta Luisa Fernanda la Real Posesión, si bien al resultar imposible su división quedó en manos de la infanta Luisa Fernanda y de su marido el duque de Montpensier quienes decidirían venderla en 1859. Así, en 1859 el célebre y poderoso abogado y banquero malagueño José de Salamanca la compró, por dos millones y medio de reales, llevándola a su máximo esplendor y creando el palacio de Vista Alegre que hoy conocemos.
Posteriormente, la ruina del Marqués de Salamanca le obligó a fijar allí su residencia en lugar de tenerla como finca de recreo, falleciendo este en la finca en 1883. Dadas las enormes deudas que dejó, sus herederos cedieron en 1886 la finca al Estado quien lo reconvirtió en un gran recinto de establecimientos asistenciales y docentes de titularidad pública.

## Hitos destacables

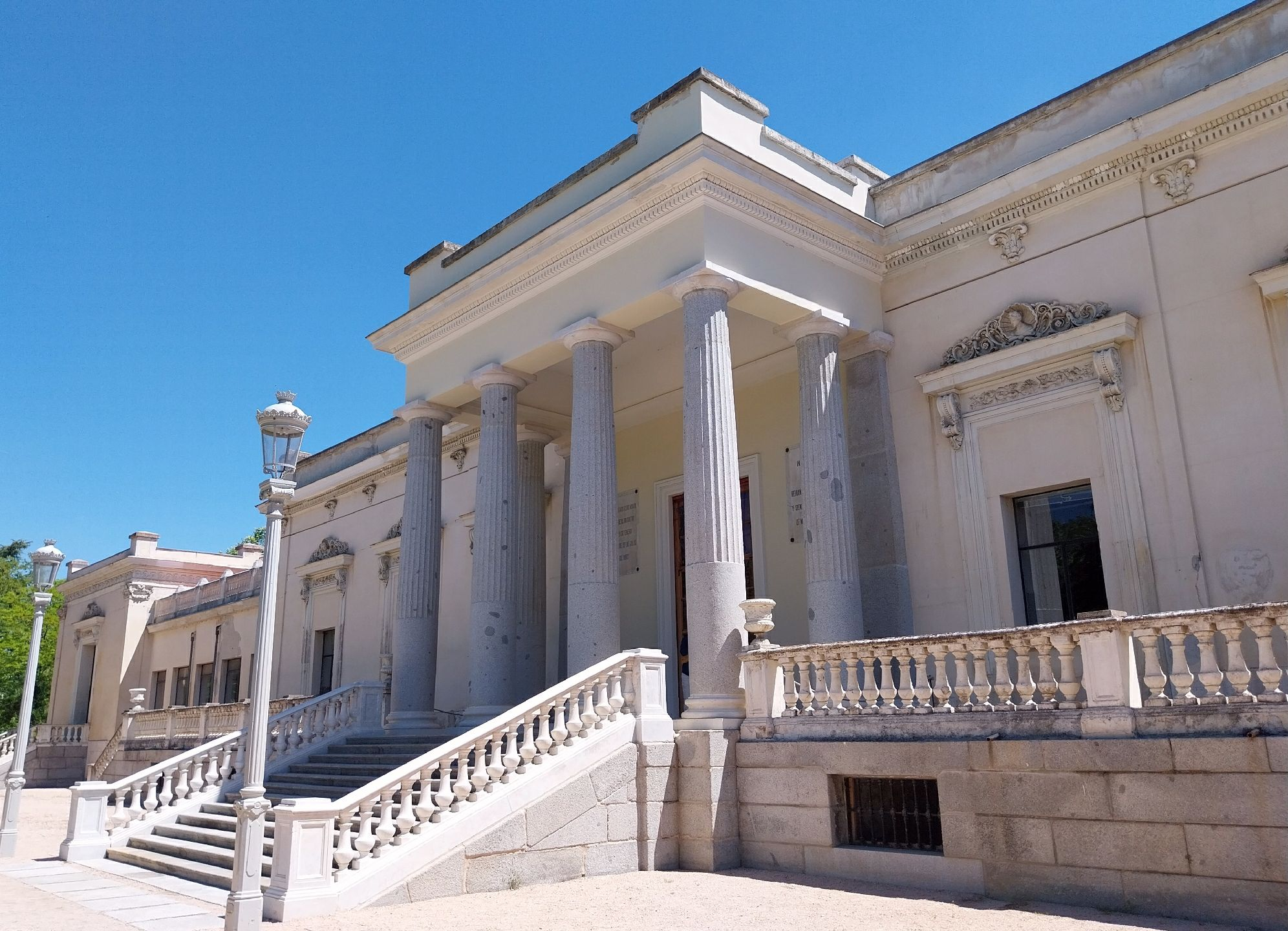
El Palacio en mayo de 2024

### Construcción del Palacio de Vista Alegre
A raíz del matrimonio morganático y secreto de la reina María Cristina de Borbón con el guardia de Corps Agustín Fernando Muñoz y Sánchez, la finca de Vista Alegre se convierte en su refugio favorito. Esta asiduidad sería causa de la construcción, en lo que fueron los terrenos de la fábrica de jabón de los Cinco Gremios Mayores de Madrid, de un nuevo y ambicioso palacio como residencia principal.
Se trata de un edificio de planta rectangular y simétrica, con ligeros retranqueos en su fachada principal u occidental, y organizado en torno a tres patios. Dicho frente se caracteriza por su gran horizontalidad, dada la relación entre su único nivel y su longitud, y su fragmentación en cinco cuerpos dispuestos simétricamente, contando el central con un pórtico tetrástilo, cuyas seis columnas graníticas fueron aprovechadas de la galería que rodeaba la Plaza de Oriente, diseñada por Isidro González Velázquez y derribada por entonces para la construcción del Teatro Real.
Martín López Aguado proyectó el edificio entre 1834 y 1835. A él se debe esta disposición, la configuración volumétrica general del edificio, su organización interior y la composición de la fachada principal. En 1835 continuó las obras el arquitecto Juan Pedro Ayegui. A causa del destierro de la reina María Cristina de Borbón en 1840, las obras quedaron inconclusas.

### Ampliación
A su regreso la reina María Cristina de Borbón decidiría su continuación, encomendándoselas al recién nombrado arquitecto mayor de Palacio Narciso Pascual y Colomer quien las llevaría a cabo entre 1844 y 1846.
De esta segunda época (segunda fase de las obras) serían el gran vestíbulo central, resuelto a modo de rotonda y cubierto por una cúpula de media esfera, que se inspira en la del Panteón de Roma, así como la magnífica capilla, constituida por una nave de doble altura, con pilastras corintias y arcos rebajados, y ábside semicircular. Igualmente, se adornaría el frente principal con molduras, pilastras, medallones y se coronaría con un antepecho de piedra, ciego el de los cuerpos central y extremos y con balaustres entre pedestales los intermedios, rematados éstos y el primero con once bustos de mármol, más seis estatuas de tamaño natural, con claras referencias al renacimiento italiano.
A partir de 1846, y hasta su venta, las actuaciones en el Palacio Nuevo volverían a disminuir, reduciéndose a la mera conservación, si bien, hallándose ya en gran medida habitable.

### El palacio en la época del Marqués de Salamanca
El nuevo propietario, José de Salamanca y Mayol, se encargaría pronto de revitalizar la finca y rematar el palacio, también bajo la dirección de Narciso Pascual y Colomer que llevaría a cabo las obras entre 1859 y 1863, y quien habría de introducir magníficos espacios interiores, suntuosamente decorados con valiosos cuadros y esculturas, que causarían la admiración de sus contemporáneos, como el célebre Salón Árabe transformado completamente en la actualidad.

### El palacio pasa al Estado
Al pasar la Finca de Vista Alegre al Estado, la reina María Cristina de Habsburgo decidió en 1887 destinar el palacio de Vista Alegre a Asilo de Inválidos del Trabajo, inicialmente bajo la dirección de las Hermanas de la Caridad de San Vicente de Paul. Para adaptar el edificio al nuevo uso la reina María Cristina de Habsburgo encargó las obras a Santiago Castellanos Urízar, que las llevó a cabo entre 1888 y 1898, y por las que se conservaría incólume el aspecto exterior y algunos espacios interiores, como el vestíbulo y la capilla, y se compartimentarían los restantes en función de estos nuevos usos. Además, en 1899, José Grases Riera remodeló la terraza y la marquesina, empezando ese mismo año a funcionar.
Con el paso del tiempo la institución se iría transformando. Así pasó de Asilo de Inválidos del Trabajo (1889) a Instituto de Reeducación Profesional de Inválidos del Trabajo (1922), posteriormente a Instituto de Reeducación Profesional (1928) y finalmente a Instituto Nacional de Reeducación de Inválidos (INRI) en 1933. Tras esto, Eugenio Sánchez Lozano llevó a cabo una nueva reforma del edificio en el que estaba el INRI entre 1934 y 1935.

### El palacio tras la Guerra Civil

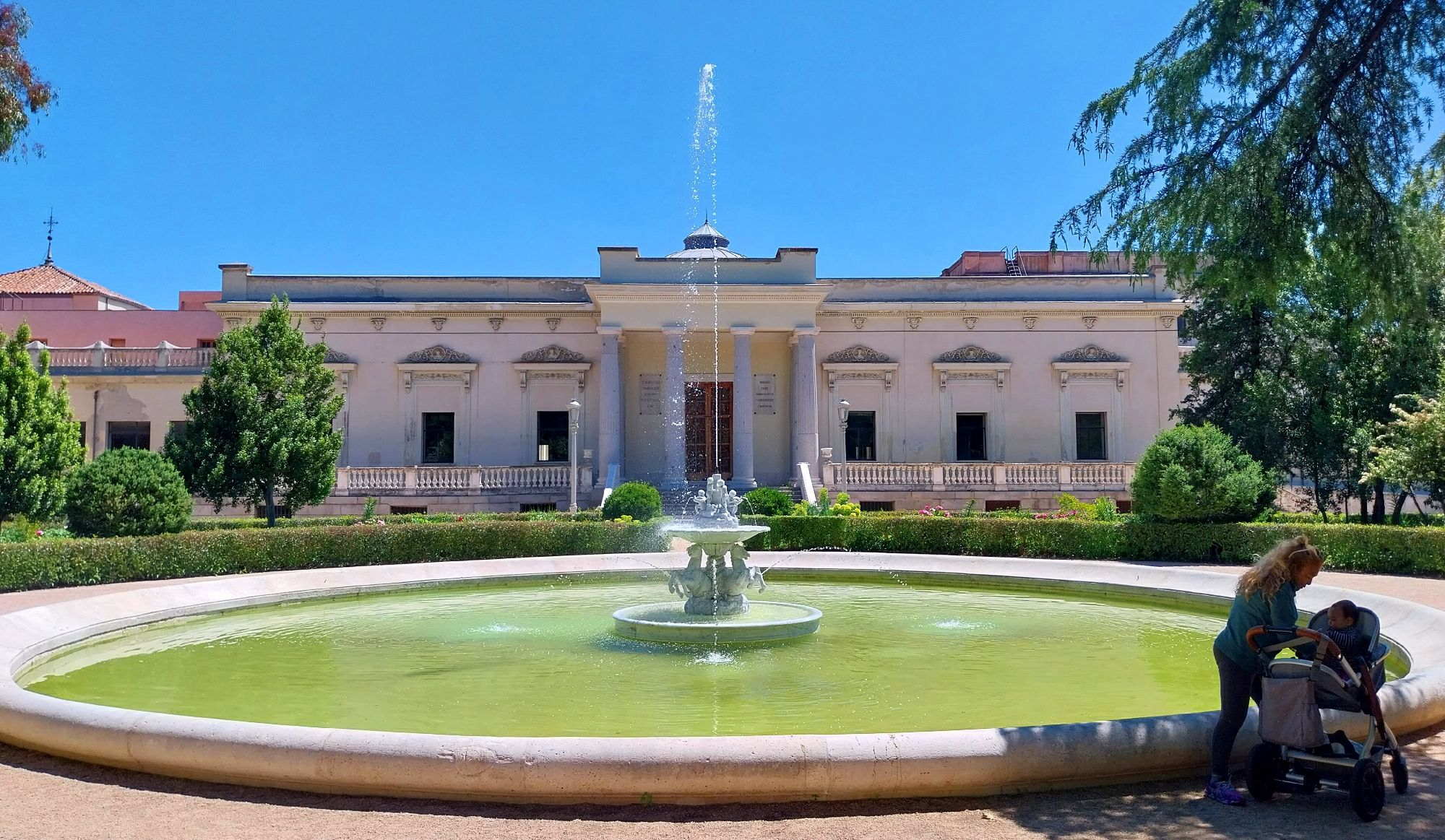
Aspecto de la fachada principal del Palacio, con la Fuente de los Caballos en primer término

Tras la Guerra Civil hubo que llevar a cabo una importante reconstrucción que llevó a cabo Francisco de Asís Navarro Borrás entre 1940 y 1943. Tras la nueva reforma y reconstrucción del palacio de Vista Alegre, el edificio siguió manteniendo su uso como INRI, aunque notablemente mejorado.

### El palacio como Centro Público de Educación Especial de Reeducación de Inválidos
La última gran reforma fue la realizada por Manuel Briñas Coronado en 1982 con la que se pretendía darle un nuevo impulso. Así, mediante el Real Decreto 967/1986 de 11 de abril el INRI se convirtió en el Centro Público de Educación Especial Reeducación de Inválidos.
El centro cumpliría cien años atendiendo a personas afectadas por minusvalías físicas. El trabajo realizado en ellas fue reconocido pionero a nivel internacional e introdujo importantes innovaciones en la atención integral de las personas con minusvalías. En 1989 la institución recibió el Premio Nacional Reina Sofía de Rehabilitación.

### Decadencia y proyectos futuros
Tras la creación del Centro Público de Educación Especial María Soriano por la Comunidad de Madrid, el antiguo palacio quedó sin uso. El 29 de abril de 2011 la Comunidad de Madrid y la New York University firmaron un protocolo de intenciones por el que la Comunidad de Madrid se comprometía a rehabilitar el palacio del Marqués de Salamanca y ceder a New York University su uso en alquiler durante cuarenta años, con lo que la universidad neoyorquina albergaría en Madrid su primer campus europeo. Las obras, sin embargo, no han comenzado, sin que haya fecha para la instalación de la institución educativa.

### CRIF Las Acacias
En la actualidad el palacio constituye la sede del Centro Regional de Innovación y Formación «Las Acacias», organismo dependiente de la Comunidad de Madrid dedicado a la innovación educativa y formación permanente del profesorado no universitario.